# 東方夢時空 ～ Phantasmagoria of Dim.Dream.

夢時空标题画面

《东方梦时空 ～ Phantasmagoria of Dim.Dream.》是东方Project的第三部作品，虽然也是弹幕射击游戏，但其他不同的是，它是对战模式——也就是双人参加或电脑以第二玩家参与本游戏。这也是在该系列中唯一的不同。本作由上海愛麗絲幻樂團的前身ZUN Soft开发，发布于Comic Market53。本作第一次允许挑选自机角色，魔理沙和魅魔在本作中也可以被选用。

## 游戏玩法

本作是對戰射擊遊戲，之後的第9作《東方花映塚》也採用了類似的遊戲模式。

基本和东方Project的操作系统一样，由于是对战游戏，屏幕被分成对应两个玩家的战斗视窗独立战斗。当符合一定条件时，玩家可以释放所使用角色独有的优势性符卡攻击来减少对方的生命值。
故事模式下，玩家将随着关卡推进，遇到九位实力依次递增的AI对手，每一位都比前一位更加强大。游戏亦提供了对战模式，玩家可与电脑操纵的角色或身边的朋友进行对战，也可以让电脑自行对战，玩家进行观战。

## 故事
博丽灵梦在打扫完神社后惊讶地发现到有一些谜样的遗迹突然出现在博丽神社前。在魅魔及魔理沙的说服下，她就决定和其他有兴趣探讨这遗迹的人参与一个漫长的比赛，因为传闻第一个到达遗迹的中心就会获得特殊的奖品……

### 登场角色
博丽灵梦
雾雨魔理沙
第一次可被玩家使用的角色，为紫色类似女仆服的女魔法使。
魅魔
本作也可被使用的角色，作为“博丽神社的作崇神”而存在——并不是被供奉的神灵，只是其住在博丽神社而已。虽然是亡灵，但其不承认自己已死，并试图将自己解释为“一种精神而已”。
爱莲（Ellen）
长不大的魔法使，作为魔法使的惩罚，即使年纪的增长也是一副小孩子的模样。健忘。
小兔姬（小兎姫，Kotohime）
穿着和服，喜欢美丽弹幕的公主。經常感情用事。化裝成普通人搜查幻想鄉的警官。
游戏结束时，指出北白河千百合和冈崎梦美来幻想乡调查魔法世界的事，并要求他们远离幻想乡，以带领带的女警装扮出现。
卡娜·安娜貝拉爾（カナ・アナベラル，Kana Anaberal）
由一名精神不穩定的少女所生出的騷靈，原本憑依於一座大洋館裡，
然而因為時間久了之後，該洋館的居住者已經對騷音習慣的關係，因此產生移居的念頭，在夢時空卡娜線的結局中藉著岡崎夢美的幫助憑依於博麗神社。
朝仓理香子（朝倉 理香子，Asakura Rikako）
人类科学家，戴着眼镜，白色发带，穿着领口有黄色丝巾的白色实验袍，在以魔法为主的幻想乡中难得一见的科学家。她其实也是魔力很强的魔法师，但讨厌使用魔法，是罕见的科学信仰者。
北白河千百合（北白河 ちゆり，Kitashirakawa Chiyuri）
冈崎梦美的助手，15岁完成大学学业，物理学强项，帮助梦美整理研究资料，和梦美在的空间飞船中生活，并散播传单吸引具有强大魔力的人来飞船并企图诱拐他们。使用由梦美所创作的“科学魔法”进行战斗。
作为自机使用时，为生活于幻想乡的人，使用真正的魔法。
冈崎梦美（岡崎 夢美，Okazaki Yumemi）
人类大学的物理学教授，18岁就成为教授的疯狂科学家。其所在的人类社会已经解释了“四种力的统一”，但其认为还应该包括魔力而在大学的研究学会上提出“第五力=魔力”的理论遭到同僚的嘲讽，为了证明魔法的存在而与千百合一起乘坐的空间飞船来到幻想乡，由千百合引诱会魔法的人上船进行内斗，而其暗中进行观察研究以获取关于魔法的信息。
在被主角击败后气急败坏试图用“四次元爆弹”毁灭地球，但被千百合以折叠式椅子制止，并按照传单的约定实现了主角的愿望。最后由于学会以与宗教性理论有关仍不接受其研究结果，一气之下放弃了她的人类社会，又重新回到幻想乡。

## 音乐
| 原文 | 译文                        | 位置                |
| ---- | --------------------------- | ------------------- |
|      | 超越時空之夢                | 标题曲              |
|      | Selection                   | 选择自机角色时BGM   |
|      | 東方妖戀談                  | 博麗靈夢BGM         |
|      | 輪迴                        | 魅魔BGM             |
|      | 朦朧的夢幻                  | 霧雨魔理沙BGM       |
|      | 純真無邪 ～空白少女         | 爱莲BGM             |
|      | 狂氣的公主                  | 小兎姫BGM           |
|      | 夢消失 ～ Lost Dream        | 卡娜・安娜贝拉尔BGM |
|      | 夢幻遊戯 ～ Dream War       | 朝倉理香子BGM       |
|      | 魔法決戰！ ～ Fight it out! | 第7关头目BGM        |
|      | 時間的水手                  | 北白河千百合BGM     |
|      | 草莓危機!!                  | 岡崎夢美BGM         |
|      | 非統一魔法世界論            | 中级头目队BGM       |
|      | 魔法鍾愛                    | 岡崎夢美队BGM       |
|      | 久遠之夢                    | 通用结束BGM         |
|      | 東方的青空                  | 早上结局BGM         |
|      | 永遠的滿月                  | 晚上结局BGM         |
|      | 楓之夢幻                    | 制作人员名单BGM     |
|      | 靈人的休息日                | 记录胜者名称BGM     |
|      | 勝利組                      | 游戏胜利组          |
|      | Game Over                   | 游戏失败曲          |

收录于音乐专辑「幺乐团的历史 ～ Akyu's Untouched Score vol.4」和以重编的方式收录东方怪绮谈 ～ Mystic Square.的音乐屋中
除外，东方怪绮谈 ～ Mystic Square.还包括了一些没在本作使用的曲目：
| 原文 | 译文     |
| ---- | -------- |
|      | 時之風   |
|      | 星弓之夢 |
|      | 千變萬化 |

## 附注
1. ↑  『夢時空』同梱の「夢の人々.TXT」では「ふわふわエレン」と表記。
2. ↑  因为在幻想乡，科学是被定义为邪教一类，魔法才是常识。
3. 1 2  ちゆりや夢美の世界では11歳で大学を、13歳で大学院を卒業する。